# Wil, Zürich
Wil är en ort och kommun i distriktet Bülach i kantonen Zürich, Schweiz. Kommunen har 1 577 invånare (2023).
Wil gränsar i norr mot Tyskland.